# Avize
Avize är en kommun i departementet Marne i regionen Grand Est (tidigare regionen Champagne-Ardenne) i nordöstra Frankrike. Kommunen ligger i kantonen Avize som tillhör arrondissementet Épernay. År 2022 hade Avize 1 751 invånare.

## Vinhanteringen och byn
Avize ligger i den del av vinregionen Champagne som kallas Côte des blancs. Här odlas Chardonnay-druvor som får attribueras Grand Cru. Byn Avize ligger i en ostsluttning med kritjord och är präglad av vinhanteringen. Här finns ett antal Champagnehus liksom vinskolan Lycée viticole de la champagne.

## Befolkningsutveckling
Antalet invånare i kommunen Avize
| Referens: INSEE |